# Aristóxenes
Aristóxeno de Tarento (Grego: Ἀριστόξενος ὁ Ταραντίνος; ca. 360 a.C. – ca. 300 a.C.) foi um filósofo grego, da escola peripatética, teórico da música.

## Biografia
Segundo conta a Suda, foi educado e aprendeu música com o pai, Spintaro (ou Mnesias), que tinha sido discípulo de Sócrates. Também estudou com Lampro da Eritreia e Xenófilo, com quem aprendeu teoria musical. Por fim seguiu os ensinamentos de Aristóteles em Atenas.
Aborreceu-se quando Teofrasto foi escolhido diretor da escola aristotélica em seu lugar. No entanto, há poucas informações biográficas a seu respeito que não sejam tardias. 

## Contribuições
Seus escritos, em número de quatrocentos e cinquenta e três rolos (embora poucos sobrevivessem até a modernidade), seguiam o estilo aristotélico, centrando-se na filosofia, na ética e na música. 
Na teoria musical, afirmava que os intervalos musicais não deviam ser julgados por proporções matemáticas, como faziam os pitagóricos e sim pelo ouvido. Para ele, a percepção deve apreender os princípios da música. 
De seus tratados teóricos, se conservaram três livros dos Elementos de Harmonia e alguns fragmentos dos Elementos da Rítmica.
Em seus escritos, Aristóxeno se distancia de seus predecessores ao colocar pela primeira vez em dúvida a subordinação da música e da teoria da música à aritmética, estabelecendo um novo modo de se pensar a música. 